# Свободін Григорій Семенович
Григорій Семенович Свободін (справжнє прізвище — Перемишлєв; 5 (17) січня 1881, с. Дніпровка, тепер Вільнянського району Запорізької області — 31 серпня 1971, Ярославль) — український та російський радянський актор і режисер, громадський діяч, заслужений артист УРСР (з 1932).

## Біографія
Сценічну діяльність почав 1901. Працював у провінційних театрах з П. М. Орленєвим, братами Адельгейм, у пересувному театрі П. П. Гайдебурова. Учасник революції 1905—1907 в Росії. Делегат X з'їзду РКП(б). З путівкою ЦК РКП(б) був направлений в Україну, де став організатором театру «Шахтёрка Донбасса» (1922—1924, тепер Миколаївський академічний художній драматичний театр). В 1935—1963 працював у Ярославському російському драматичному театрі ім. Ф. Волкова.

## Акторська діяльність
Серед ролей — Протасов («Живий труп» Л. Толстого), Єгор Буличов («Єгор Буличов та інші» М. Горького), Швандя («Любов Ярова» Треньова), Григорій Дудар («Диктатура» Микитенка), Осип і Земляника («Ревізор» М. В. Гоголя), Чебутикін, Сорін («Три сестри», «Чайка» А. П. Чехова), Фамусов («Лихо з розуму» О. С. Грибоєдова), Прибитков («Остання жертва» О. М. Островського) та інші, всього більше 500 ролей.

## Режисерська діяльність
Здійснив вистави: «Ідіот» за Ф. Достоєвським, «На дні» М. Горького, а також за п'єсами І. Дніпровського, І. Микитенка, О. Корнійчука, «Одруження» Гоголя (1946), «Філумена Мартурано» Е. Де Філіппо (1956) та ін та ін.

## Родина
Дружина — Чудинова Олександра Дмитрівна (1896—1971) — народна артистка РРФСР, лауреат Державної премії СРСР.

## Нагороди
Нагороджений 2 орденами «Знак Пошани».